# Claes Horn (1898)

Claes Horns vapen.

Claes Horn, egentligen HM Torpedkryssare Claes Horn, var en torpedkryssare i svenska flottan. Hon var det andra fartyget av fem i Örnen-klass, som hon bildade tillsammans med Örnen, Jacob Bagge, Psilander och Clas Uggla. Huvudbestyckningen utgjordes av två 12 cm kanoner, och den sekundära bestyckningen av fyra 57 mm kanoner. Claes Horn byggdes på W. Lindbergs varv i Stockholm och sjösattes den 9 februari 1898. Den 7 augusti samma år levererades hon till flottan. Claes Horn deltog i den svenska neutralitetsvakten under första världskriget och blev då kraftigt nedsliten. Hon utrangerades den 10 december 1923 och skrotades året efter. Fartyget fick sitt namn efter den svenske 1500-talsamiralen Klas Kristersson (Horn).